# Оскар (67-ма церемонія вручення)
67-ма церемонія вручення нагород премії «Оскар» Академії кінематографічних мистецтв і наук за досягнення в галузі кінематографа за 1994 рік  відбулася 27 березня 1995 року в Лос-Анджелесі, штат Каліфорнія, США.
Переможці вказуються першими, виділяються жирним шрифтом та відмічені знаком «★».

## Таблиця
| Найкращий фільм | Найкраща режисерська робота |
| --- | --- |
| - «Форрест Ґамп» – Венді Файнерман, Стів Тіш, Стів Старкі ★ - «Втеча з Шоушенка» – Нікі Марвін - «Кримінальне чтиво» – Лоуренс Бендер - «Чотири весілля і похорон» – Дункан Кенворті - «Телевікторина» – Роберт Редфорд, Майкл Джейкобс, Юліан Крайнін, Михайло Нозік | - Роберт Земекіс – «Форрест Ґамп» ★ - Вуді Аллен – «Кулі над Бродвеєм» - Квентін Тарантіно – «Кримінальне чтиво» - Кшиштоф Кесльовський – «Три кольори: Червоний» - Роберт Редфорд – «Телевікторина» |
| Найкраща чоловіча роль | Найкраща жіноча роль |
| - Том Генкс – «Форрест Ґамп» за роль Форреста Ґампа ★ - Джон Траволта – «Кримінальне чтиво» за роль Вінсента Веги - Морган Фрімен – «Втеча з Шоушенка» за роль Елліса Бойда «Ред» Реддінга - Пол Ньюман – «Без дурнів» за роль Дональда «Саллі» Саллівана - Найджел Готорн – Божевілля короля Джорджа» за роль короля Георг IIIа | - Джессіка Ленґ – «Блакитне небо» – за роль Карлі Маршалл - Вайнона Райдер – «Маленькі жінки» за роль Josephine "Jo" March - Джоді Фостер – «Нелл» за роль Неллі Келлті - Міранда Річардсон – «Том і Вів» за роль Вів'єн Хей-Вуд - Сьюзен Серендон – «Клієнт» за роль Регіни «Реджі» Лав |
| Найкраща чоловіча роль другого плану | Найкраща жіноча роль другого плану |
| - Мартін Ландау – «Ед Вуд» за роль Бели Лугоші ★ - Гері Сініз – «Форрест Ґамп» за роль лейтенанта Дена Тейлора - Пол Скофілд – «Телевікторина» – за роль Марка Ван Дорена - Семюел Лірой Джексон – «Кримінальне чтиво» за роль Жюля Віннфілда - Чез Палмінтері – «Кулі над Бродвеєм» за роль Чіча | - Даян Віст – «Кулі над Бродвеєм» за роль Хелени Сінклер ★ - Гелен Міррен – «Божевілля короля Джорджа» за роль королеви Шарлотти - Дженніфер Тіллі» – «Кулі над Бродвеєм» за роль Олів Ніл - Розмарі Гарріс – «Том і Вів» за роль Вів'єн Хей-Вуд - Ума Турман – «Кримінальне чтиво» за роль Мії Уоллес |
| Найкращий оригінальний сценарій | Найкращий сценарій, заснований на матеріалі, раніше виготовленому або опублікованому |
| - «Кримінальне чтиво» – сценарій: Квентін Тарантіно; Stories by Квентін Тарантіно, Роджер Евері ★ - «Небесні створіння» – Пітер Джексон, Френ Волш - «Три кольори: Червоний» – Кшиштоф Кесльовський, Кшиштоф Песевич - «Чотири весілля і похорон» – Річард Кертіс - «Кулі над Бродвеєм» – Вуді Аллен, Дуглас МакГрат | - «Форрест Ґамп» – Ерік Рот за однойменним романом Вінстон Грума ★ - «Без дурнів» – Роберт Бентон за романом Річарда Руссо - «Втеча з Шоушенка» – Френк Дарабонт based on the short novel "«Ріта Гейворт і втеча з Шоушенка»" Стівен Кінга - «Божевілля короля Джорджа» – Алан Беннетт за мотивами його п’єси «Божевілля Георга III» - «Телевікторина» – Пол Аттанасіо за книгою «Згадуючи Америку: Голос з шістдесятих» Річарда Гудвіна      |
| Найкращі візуальні ефекти | Найкращий фільм іноземною мовою |
| - «Форрест Ґамп» – Кен Ралстон, Джордж Мерфі, Стівен Розенбаум, Аллен Холл ★ - «Маска» – Скотт Сквайрс, Стів Вільямс, Том Бертіно, Джон Фархат - «Правдива брехня» – Джон Бруно, Томас Л. Фішер, Жак Стровей, Патрік МакКланг | - «Стомлені сонцем», реж. Микита Михалков, ★ - «Перед дощем», реж. Мілчо Манчевський - «Фарінеллі-кастрат», реж. Жерар Корбіо - «Їжте пийте Чоловік Жінка», реж. Енг Лі - «Полуниця та шоколад», реж. Томас Гутьєррес Алеа, Хуан Карлос Табіо |
| Найкращий документальний повнометражний фільм | Найкращий документальний короткометражний фільм |
| - «Майя Лін: Сильне ясне бачення» – Фріда Лі Мок, Террі Сандерс ★ - «Великий день у Гарлемі» – Жан Бах - «Згадується день Д» – Чарльз Гуггенхайм - «Свобода на моєму розумі» – Конні Філд, Мерилін Малфорд - «Скарги слухняної дочки» – Дебора Гофманн | - «Час для справедливості» – Чарльз Гуггенхайм ★ - «89 мм від Європи» – Марсель Лозінський - «Блюз шосе» – Вінс Діперсіо, Білл Гуттентаг - «Прямо від серця» – Ді Мосбахер, ?Френсіс Рід - «Школа вбивць Америки» – Роберт Ріхтер |
| Найкращий ігровий короткометражний фільм | Найкращий анімаційний короткометражний фільм |
| - «Franz Kafka's It's a Wonderful Life» – Пітер Капальді, Рут Кенлі-Леттс ★ - «Тревор» – Пеггі Райскі, Ренді Стоун ★ - «Кенгуровий суд» – Шон Астін, Крістін Астін - «Про надію» – Джобет Вільямс, Мішель Макгуайр - «Сироп» – Пол Анвін, Нік Вівіан | - «Bob's Birthday» – Елісон Сноуден, Девід Файн - «Велика історія» – Тім Уоттс, Девід Стотен - «Монах і риба» – Майкл Дудок де Віт - «Двірник» – Ванесса Шварц - «Трикутник» – Еріка Рассел |
| Найкраща музика до фільму | Найкраща пісня до фільму |
| - «Король Лев» – Ганс Циммер ★ - «Втеча з Шоушенка» – Томас Ньюман - «Інтерв'ю з вампіром: Хроніка життя вампіра» – Еліот Голденталь - «Маленькі жінки» – Томас Ньюман - «Форрест Ґамп» – Алан Сільвестрі | - "«Can You Feel the Love Tonight»" – «Король Лев» – музика: Елтон Джон; слова: Тім Райс ★ - "«Акуна матата»" – «Король Лев» – музика: Елтон Джон; слова: Тім Райс - "«Circle of Life»" – «Король Лев» – музика: Елтон Джон; слова: Тім Райс - "«Look What Love Has Done»" – «Джуніор» – музика та слова: Керол Байєр Сагер, Джеймс Ньютон Говард, Джеймс Інгрем, Петті Сміт - «Make Up Your Mind» – «Газета» – музика та слова: Ренді Ньюман |
| Найкращий звуковий монтаж | Найкращий звук |
| - «Швидкість» – Стівен Хантер Флік ★ - «Пряма та очевидна загроза» – Брюс Стамблер, Джон Левек - «Форрест Ґамп» – Глорія Бордерс, Ренді Том | - «Швидкість» – Грег Ландакер, Стів Маслоу, Боб Бімер, Девід Макміллан - «Втеча з Шоушенка» – Роберт Дж. Літт, Еліот Тайсон, Майкл Хербік, Віллі Д. Бертон - «Пряма та очевидна загроза» – Дональд О. Мітчелл, Майкл Хербік, Френк А. Монтано, Арт Рочестер - «Форрест Ґамп» – Ренді Том, Том Джонсон, Денніс С. Сендс, Вільям Б. Каплан - «Легенди осені» – Пол Мессі, Девід Кемпбелл, Кріс Девід, Дуглас Гантон                             |
| Найкраща робота художника-постановника | Найкраща операторська робота |
| - «Божевілля короля Джорджа» – артдиректор: Кен Адам; художник-декоратор: Керолін Скотт ★ - «Інтерв'ю з вампіром: Хроніка життя вампіра» – артдиректор: Данте Ферретті; художник-декоратор: Франціяsca Lo Schiavo - «Форрест Ґамп» – артдиректор: Рік Картер; художник-декоратор: Ненсі Хей - «Кулі над Бродвеєм» – артдиректор: Санто Локуасто; художник-декоратор: Сьюзан Боде - «Легенди осені» – артдиректор: Лілі Кілверт; художник-декоратор: Доррі Купер | - «Легенди осені» – Джон Толл ★ - «Ваєтт Ерп» – Оуен Ройзман - «Втеча з Шоушенка» – Роджер Дікінс - «Три кольори: Червоний» – Петро Собоцінський - «Форрест Ґамп» – Дон Берджесс |
| Найкращий грим та зачіски | Дизайн костюмів |
| - «Ед Вуд» – Ве Ніл, Рік Бейкер, Йоланда Туссіенг ★ - «Франкенштейн Мері Шеллі» – Деніел Паркер, Пол Енгелен, Керол Хеммінг - «Форрест Ґамп» – Деніел К. Стріпеке, Hallie D'Amore, Джудіт А. Корі | - «Пригоди Прісцилли, королеви пустелі» – Ліззі Гардінер, Тім Чаппел ★ - «Королева Марго» – Моідел Бікель - «Маленькі жінки» – Коллін Етвуд - «Меверік» – Ейпріл Феррі - «Кулі над Бродвеєм» – Джеффрі Курланд |
| Найкращий монтаж | |
| - «Форрест Ґамп» – Артур Шмідт ★ - «Втеча з Шоушенка» – Річард Френсіс-Брюс - «Кримінальне чтиво» – Саллі Менке - «Швидкість» – Джон Райт - «Кільце мрій» – Фредерік Маркс, Стів Джеймс, Білл Хаугзе | |